# Kleine Örtze
Die Kleine Örtze ist ein Nebengewässer der Örtze, im niedersächsischen Landkreis Heidekreis.

## Geographie

### Verlauf
Die Kleine Örtze entspringt östlich von Munster, am Südrand des Truppenübungsplatzes Munster-Nord. Nach einem Kilometer quert sie die Bahnlinie Munster – Uelzen und fließt dann in südlicher Richtung weiter durch den Munsteraner Ortsteil Oerrel. Kurz hinter dem Ort kreuzt sie die Bundesstraße 71. In südlicher Richtung weiter, durch ihr ursprüngliches und wieder renaturiertes Tal, fließt sie dann bis Trauen und weiter bis nach Kreutzen. Hier mündet sie in die Örtze. Der Oberlauf der Kleinen Örtze fungierte vor seiner Renaturierung als Entwässerungsgraben für das einstige inzwischen aber aufgeforstete Hochmoor. Das schmale Tal wurde 1993 auf der gesamten Länge, mit Ausnahme des ersten Kilometer, mit einer Gesamtfläche von 330 ha zum Naturschutzgebiet erklärt. (Bezeichnung: Tal der Kleinen Örtze; Kennzeichen: NSG LÜ 207).

### Nebenflüsse

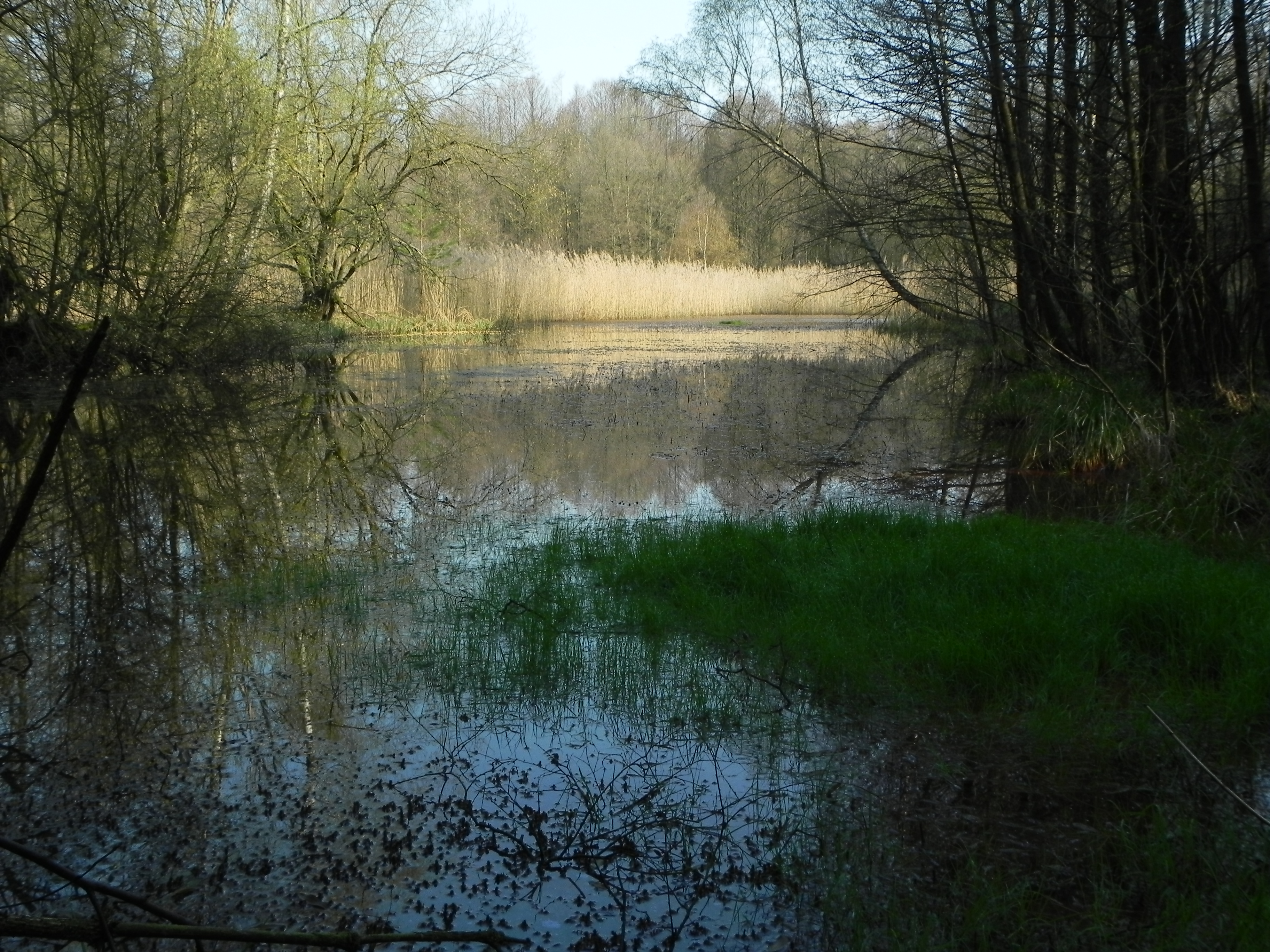
Hahnenmoorsee nahe Oerrel
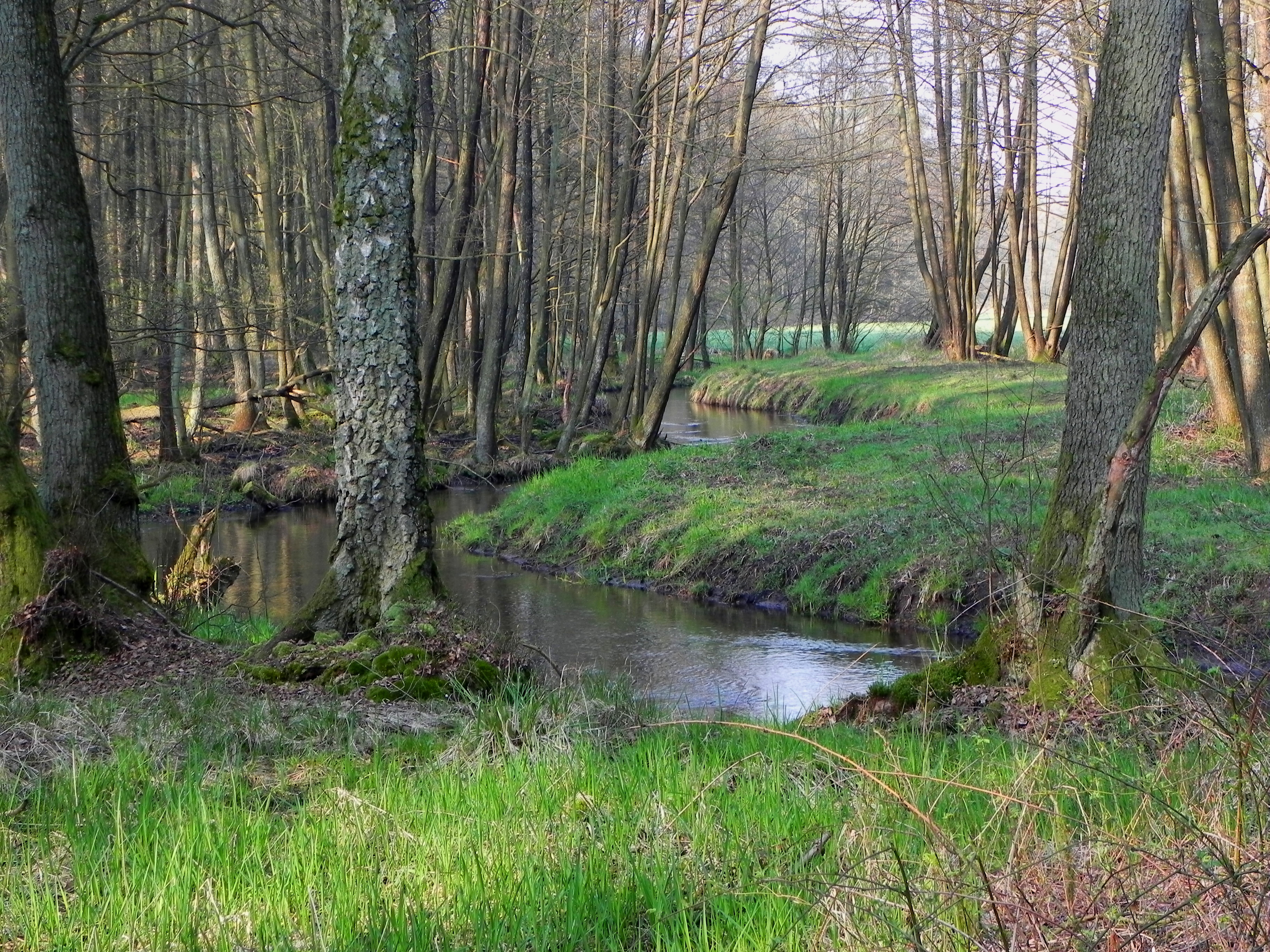
Die Kleine Örtze vor Trauen
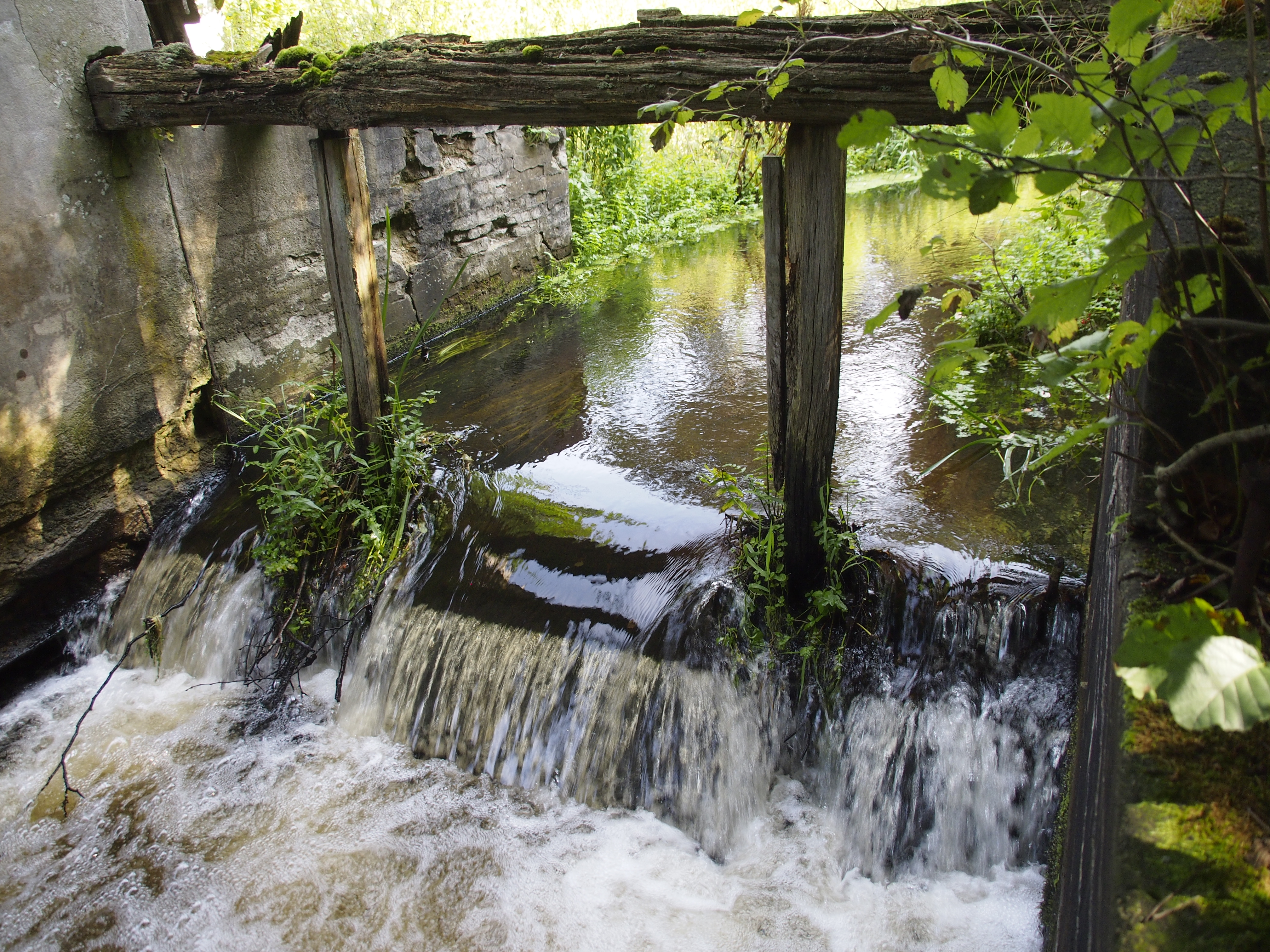
Verfallenes Wehr in Trauen
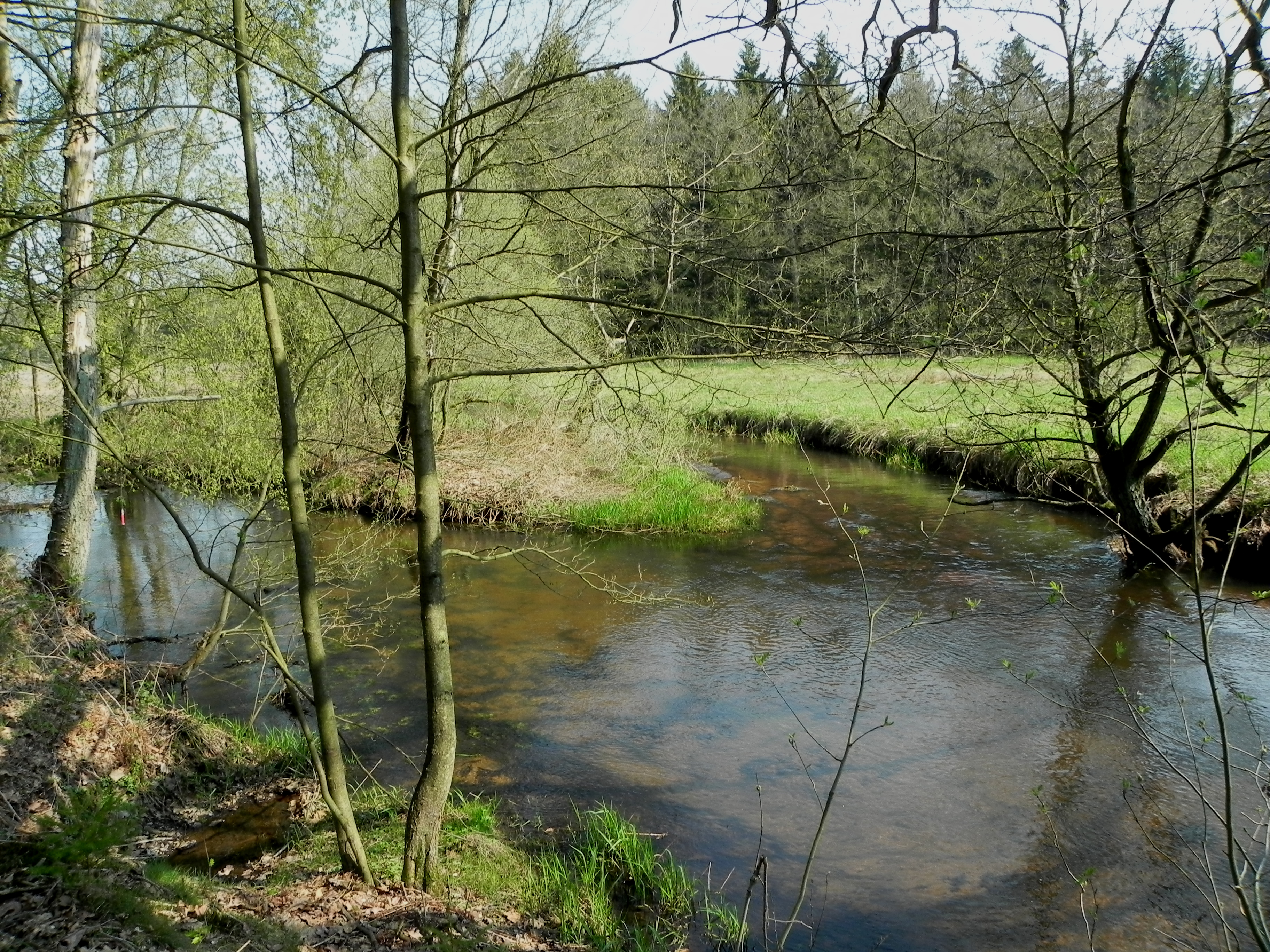
Mündung der Kleinen Örtze (rechts) in die Örtze, bei Kreutzen

## Flora und Fauna
An seltenen Pflanzen, die nach der deutschen Bundesartenschutzverordnung besonders geschützt sind, wachsen hier unter anderem das Sumpf-Herzblatt (Parnassia palustris) und das Knöterich-Laichkraut (Potamogeton polygonifolius). 
An seltenen Insekten finden wir die Wasserkäfer Deronectes latus, den Betropften Schnellschwimmer Agabus guttatus und den Zwergschwimmer Hydroporus rufifrons, außerdem die Larven der Grünen Steinfliegen Isoptena serricornis.

## Durchgängigkeit für Fische
In Trauen existierte ein Mühlenstau. Das Wehr ist inzwischen verfallen, die Staubretter sind entfernt. Trotzdem stellt der Rest des ehemaligen Wehrs mit seiner Fallhöhe für Kleinfischarten und selbst für Forellen ein Hindernis für die Aufwanderung dar.